# Запорізька округа
Запорі́зька окру́га — адміністративно-територіальна одиниця Української СРР в 1923–1930 роках. Утворена 1923 року у складі Катеринославської губернії. Окружний центр — місто Запоріжжя. Налічувала 13 районів. Протягом 1924–1930 років змінювалися межі округи. Ліквідована 2 вересня 1930 року.
На півночі округа межувала з Дніпропетровською округою, сході з Сталінською та Маріупольською, на півдні з Мелітопольською та з Криворізькою на заході.

## Адміністративний поділ
За даними 1926 року округа поділялася на 13 районів:
- Балківський;
- Василівський;
- Вознесенський;
- Гуляйпільський;
- Жеребецький;
- Кам'янський;
- Новомиколаївський;
- Оріхівський;
- Покровський;
- Пологівський;
- Софіївський;
- Томаківський;
- Хортицький.

Карта Запорізької округи у складі Катеринославської губернії, 1923
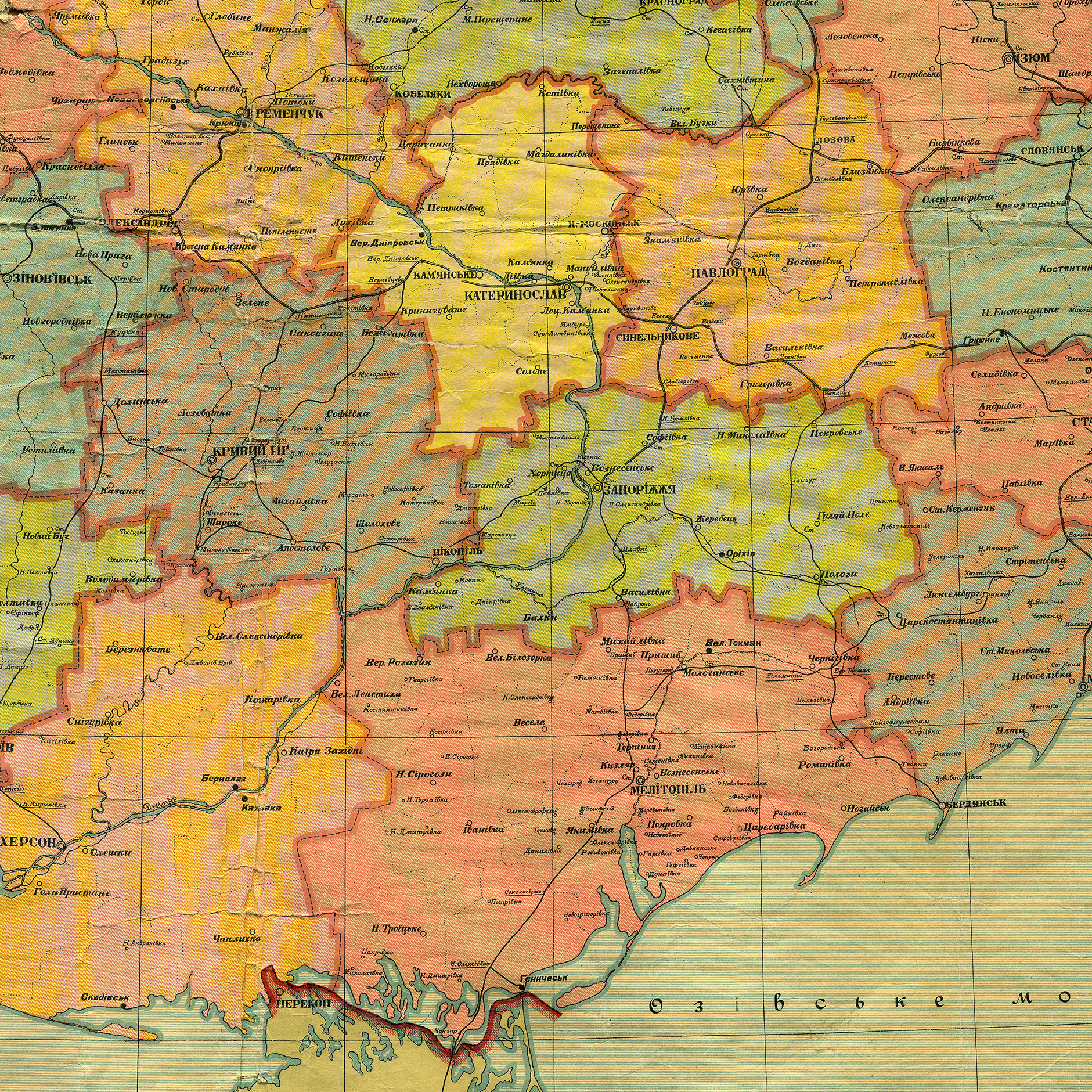
Карта Запорізької округи, адміністративні межі станом на 1 жовтня 1925
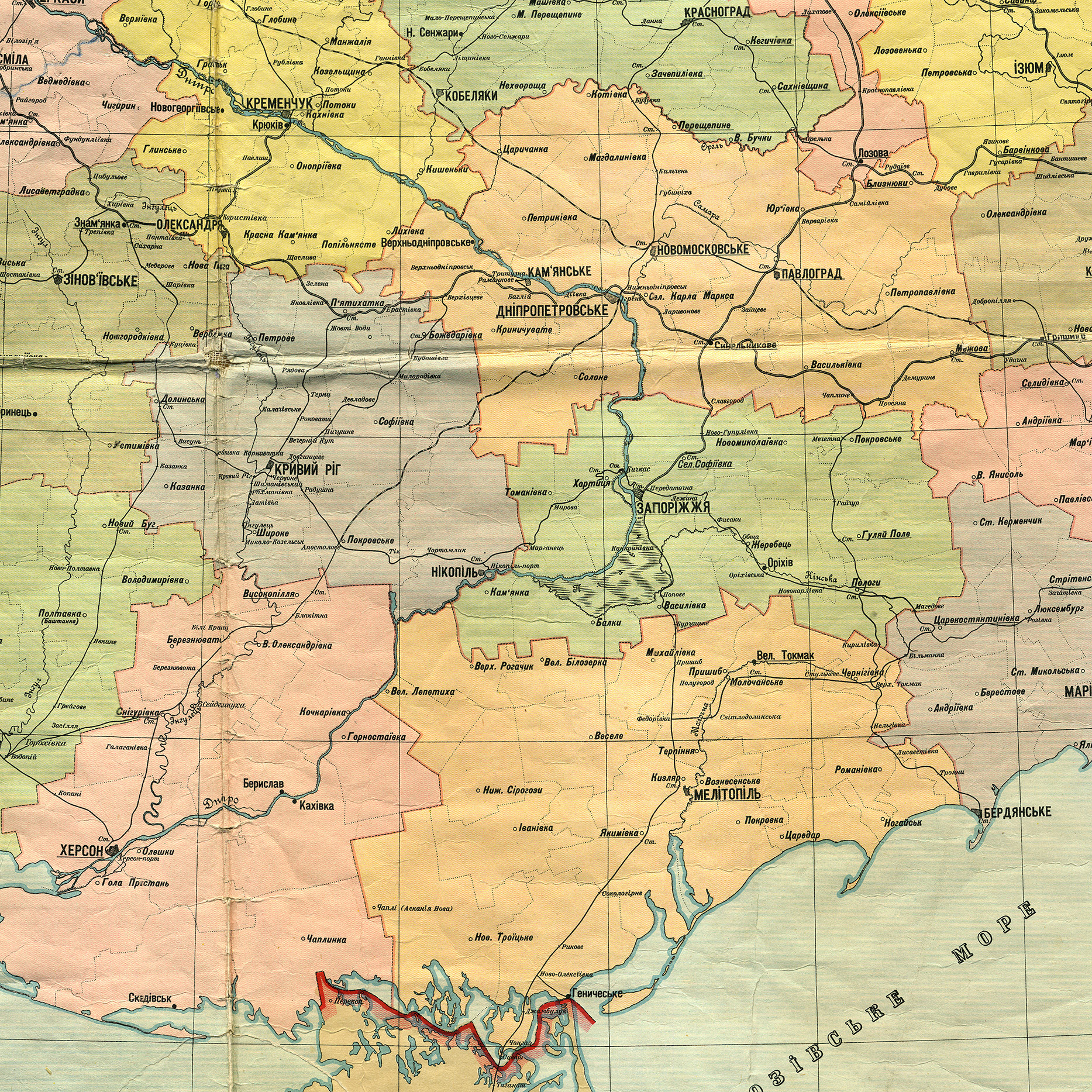
Карта Запорізької округи, адміністративний поділ від 1 березня 1927

## Населення
Згідно з Всесоюзним переписом населення 1926 року в окрузі проживало 532 859 осіб (47,8% чоловіків і 52,2% жінок). З них 62 922 були міськими, а 469 937 сільськими жителями.

### Національний склад
За національним складом 80,6% населення були українці, 11,1% росіяни, 4,1% німці 3,4% євреї, інші національності загалом 0,8%
| Район             | Населення, осіб | Національний склад, % | Національний склад, % | Національний склад, % | Національний склад, % | Національний склад, % | Національний склад, % |
| Район             | Населення, осіб | українці              | росіяни               | німці                 | євреї                 | поляки                | білоруси              |
| ----------------- | --------------- | --------------------- | --------------------- | --------------------- | --------------------- | --------------------- | --------------------- |
| м. Запоріжжя      | 55 533          | 47,5                  | 26,1                  | 3,0                   | 20,4                  | 0,9                   | 0,7                   |
| Балківський       | 27 965          | 67,5                  | 31,8                  | 0,1                   | 0,2                   |                       | 0,1                   |
| Василівський      | 30 220          | 96,9                  | 2,1                   | 0,2                   | 0,5                   | 0,1                   | 0,1                   |
| Гуляйпільський    | 45 494          | 86,4                  | 2,0                   | 1,7                   | 9,3                   |                       | 0,1                   |
| Жеребецький район | 27 990          | 95,1                  | 1,1                   | 3,2                   | 0,2                   | 0,1                   | 0,2                   |
| Запорізький       | 27 879          | 92,5                  | 3,3                   | 3,4                   | 0,2                   | 0,1                   | 0,2                   |
| Кам'янський       | 35 244          | 25,0                  | 73,8                  | 0,1                   | 0,6                   | 0,1                   |                       |
| Новомиколаївський | 32 123          | 77,5                  | 5,3                   | 15,9                  | 0,8                   | 0,1                   | 0,1                   |
| Оріхівський       | 41 463          | 94,6                  | 2,4                   | 0,5                   | 1,8                   | 0,1                   | 0,1                   |
| Покровський       | 37 259          | 96,7                  | 1,9                   | 0,5                   | 0,5                   |                       |                       |
| Пологівський      | 59 231          | 95,3                  | 2,2                   | 0,8                   | 1,2                   | 0,2                   | 0,1                   |
| Софіївський       | 35 874          | 94,8                  | 2,6                   | 1,8                   | 0,2                   | 0,1                   | 0,3                   |
| Томаківський      | 38 344          | 98,5                  | 0,9                   | 0,1                   | 0,2                   | 0,1                   |                       |
| Хортицький        | 38 485          | 67,1                  | 2,8                   | 28,7                  | 0,8                   | 0,1                   | 0,1                   |
| Запорізька округа | 533 104         | 80,5                  | 11,1                  | 4,1                   | 3,4                   | 0,2                   | 0,2                   |

### Мовний склад
Рідна мова населення Запорізької округи за переписом 1926 року
| Район             | Населення, осіб | Рідна мова, % | Рідна мова, % | Рідна мова, % |
| Район             | Населення, осіб | українська    | російська     | інша          |
| ----------------- | --------------- | ------------- | ------------- | ------------- |
| м. Запоріжжя      | 55 533          | 33,8          | 52,2          | 14,0          |
| Балківський       | 27 965          | 67,2          | 32,1          | 0,8           |
| Василівський      | 30 220          | 94,2          | 5,0           | 0,8           |
| Гуляйпільський    | 45 494          | 86,5          | 3,3           | 10,2          |
| Жеребецький район | 27 990          | 95,3          | 1,1           | 3,6           |
| Запорізький       | 27 879          | 92,1          | 3,8           | 4,1           |
| Кам'янський       | 35 244          | 24,3          | 74,8          | 0,9           |
| Новомиколаївський | 32 123          | 71,6          | 11,6          | 16,8          |
| Оріхівський       | 41 463          | 94,2          | 4,0           | 1,8           |
| Покровський       | 37 259          | 96,8          | 2,0           | 1,3           |
| Пологівський      | 59 231          | 93,8          | 4,2           | 1,9           |
| Софіївський       | 35 874          | 90,6          | 7,0           | 2,4           |
| Томаківський      | 38 344          | 97,6          | 1,9           | 0,5           |
| Хортицький        | 38 485          | 65,8          | 4,5           | 29,7          |
| Запорізька округа | 533 104         | 77,9          | 15,4          | 6,7           |

## Керівники округи

### Відповідальні секретарі окружного комітетуКП(б)У
- Каплан С. (.03.1923—.04.1923),
- Герасимов М. І. (.04.1923—.10.1923),
- Козлов Сергій Кононович (.10.1923—.03.1925),
- Котельников Петро Максимович (.03.1925—1926),
- Таран Сава Дмитрович (1926—.02.1928),
- Ікс Михайло Самойлович (.02.1928—1928),
- Петруленко Ф., в. о. (1928),
- Ікс Михайло Самойлович (1928—21.10.1929),
- Соколов Олександр Гаврилович (21.10.1929—.08.1930)

### Голови окружного виконавчого комітету
- Гаврилов Іван Андрійович (14.03.1923—5.03.1924),
- Нейжмак Олександр Никифорович (5.03.1924—.12.1924),
- Плис Іван Іванович (.12.1924—29.03.1925),
- Онищенко Павло Іванович (29.03.1925—1927),
- Мар'янов Андрій Самсонович (1927—.04.1929),
- Федотов Костянтин Якович (.04.1929—.01.1930),
- Чебукін Павло Васильович (.01.1930—5.05.1930),
- Михайлик Михайло Васильович (5.05.1930—.08.1930)